# Philis de La Charce

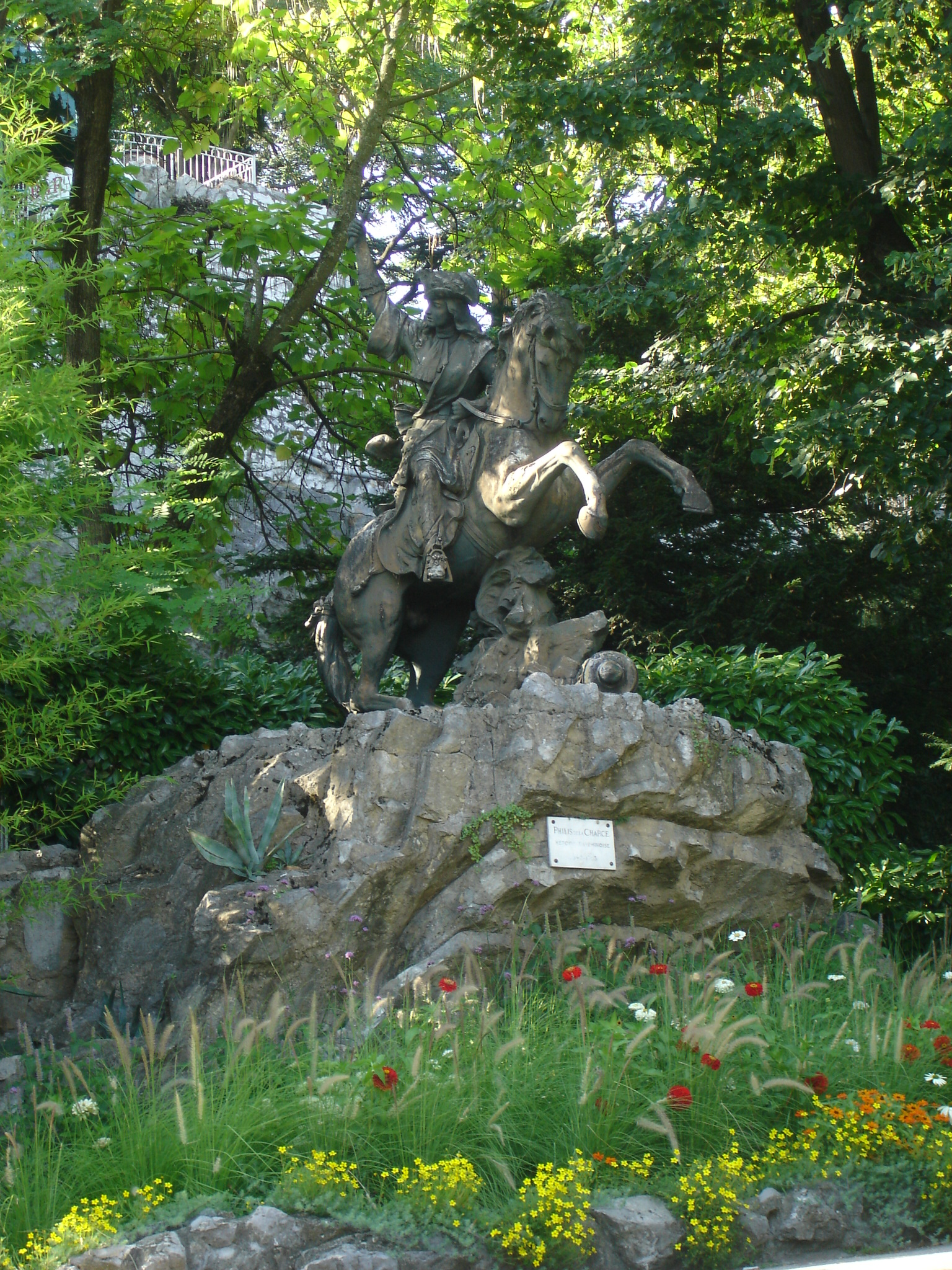
Pomnik Philis de la Charce w Ogrodzie Delfinów w Grenoble.

Philis (właśc. Philippe) de La Tour du Pin - La Charce (ur. 5 stycznia 1645 w Montmorin, zm. 4 czerwca 1703 w Nyons) – szlachcianka z prowincji Baronnies, na poły legendarna przywódczyni powstania ludowego w Delfinacie przeciwko najazdowi wojsk sabaudzkich w 1692 r.
Wywodziła się ze starego i znakomitego rodu szlacheckiego, jednego z najbardziej zasłużonych dla Delfinatu i bezpośrednio spokrewnionego ze średniowieczną, wygasłą dynastią książąt Delfinatu. Jej ojcem był Pierre III de La Tour du Pin - Gouvernet, markiz de La Charce, namiestnik wojsk króla Francji, matką – Catherine Françoise de La Tour du Pin – Mirabel, pani de Montmorin. Pochodziła z rodziny protestanckiej o bogatych tradycjach wojskowych – wśród jej przodków był m.in. Hector de La Tour du Pin – Montauban – ostatni przywódca protestantów Delfinatu, marszałek polny wojsk francuskich i komendant twierdzy Montélimar, oraz jego syn René – uczestnik kampanii Ludwika XIV w Szwajcarii (St. Gothard), Holandii i Franche-Comté.
Wychowywała się w licznej rodzinie, spędzającej czas pomiędzy zamkami w Montmorin i w Nyons. Odebrała staranne wychowanie i była zapewne – jak na owe czasy – dobrze wykształcona. W latach 1672–1674 przebywała w Nyons, gdzie rodzina de La Charce spędzała zimy, ceniona później poetka Antoinette Des Houlières. To ona zmieniła pannie de La Charce imię z Philippe na Philis, jakie nosiła jedna z postaci popularnej wówczas powieści „L’Astrée” pióra Honoré d’Urfé.
Jej zalety osobiste zjednały jej uznanie zarówno wśród okolicznej szlachty, jak i wśród poddanych prowincji Baronnies, zwłaszcza w obliczu zaostrzenia kursu Ludwika XIV w stosunku do hugenotów. Gdy w 1685 edykt z Fontainebleau obalił zasady wolności kultu, ustalone w Nantes i Alais, cała rodzina została zmuszona do abjuracji, tj. porzucenia kalwinizmu.
W 1692, gdy książę Sabaudii Wiktor Amadeusz II najechał francuski Delfinat, Philis de La Charce zorganizowała sprawny ruch oporu i stanęła na czele oddziałów ludowej milicji. Według legendy, konno, ubrana w strój amazonki, z pistoletami u siodła i szpadą w ręku miała objeżdżać terytorium Diois i Baronnies, rozdając chłopom broń. Wystawiała posterunki ostrzegawcze, kazała wznosić barykady w strategicznych punktach górskich dróg, burzyć mosty i niszczyć promy na rzece Durance. Następnie na czele zbrojnych oddziałów miała rozbijać mniejsze oddziały wroga, wyprzeć go poza przełęcze Cabre i Montclus i – stale nękając partyzanckimi atakami – zmusić do cofnięcia się do Gap. Działania te uzyskały wysoką ocenę ze strony dowódców francuskiej armii.
Niestety, nie zachowały się w archiwach żadne materiały potwierdzające tę wersję wydarzeń. Historycy przypuszczają, że Philis de La Charce, na czele służby z zamku Montmorin i okolicznego chłopstwa, stawiła jedynie zbrojny opór grasującym w okolicy, źle opłacanym, zaciężnym oddziałkom hiszpańskim i niemieckim w służbie księcia Sabaudii. Samo zwycięstwo mogło być niewielkie, lecz efekt psychologiczny – ogromny. Dzięki dobrym stosunkom na dworze królewskim (m.in. markiza de Sévigné, Antoinette Des Houlières) i na dworze księżnej de Nemours, Philis urosła do rangi bohaterki Delfinatu. Królowi bardzo przydał się taki szlachecki akcent w wojnie, prowadzonej z sabaudczykami siłami ludowej milicji i nielicznymi oddziałami armii, dowodzonej przez - również niskiego pochodzenia – marszałka Nicolasa de Catinat de La Fauconnerie.
Na zaproszenie króla Ludwika XIV, wraz ze swą matką i siostrą, panną d’Aleyrac, Philis de La Charce przybyła do Paryża, gdzie została obsypana pochwałami i zaszczytami. Przyznano jej roczną pensję w wysokości 2000 liwrów, a jej szpadę, pistolety, tarczę herbową i portret pędzla Pierre’a Mignarda umieszczono w skarbcu królewskim w St-Denis. Spoczęły tam w towarzystwie pamiątek po Joannie d’Arc i  Bayardzie. Specjalną dedykację ofiarował jej Charles Perrault.
Po powrocie do swych stron rodzinnych Philis de La Charce wiodła dalej spokojne życie, otoczona szacunkiem poddanych i przyjaźnią możnych. Zmarła w Nyons, gdzie jej szczątki pochowano w kościele parafialnym, a w 1857 r. przeniesiono do specjalnie wybudowanego przez miasto mauzoleum.
Katolicy uczynili z Philis ludową bohaterkę, przyrównywaną w XIX w. do Joanny d’Arc. Protestanci – nie mogąc zapomnieć jej wcześniejszej konwersji wyznaniowej – odcinali się od legendy, minimalizując znaczenie jej dokonań. Pani Des Houlières zaadresowała do niej kilka wierszowanych listów. Obraz bohaterskiej patriotki, utrwalony przez Woltera, stał się aż do początków XX w. trwałym składnikiem tradycji historycznej Delfinatu. Kilkakrotnie portretowana, jest bohaterką 3 powieści. Jej imię noszą ulice w kilku miastach. W Grenoble jej postać przypomina brązowy pomnik w Ogrodzie Delfinów.